# San Odorico
San Odorico is een plaats (frazione) in de Italiaanse gemeente Sacile.